# Чемпіонат світу з футболу 2010 (кваліфікаційний раунд, УЄФА, плей-оф)
У другому раунді кваліфікації (який часто називають плей-оф) найкращі вісім збірних, що посіли другі місця у відбіркових групах, виборювали чотири путівки на чемпіонат світу 2010 року. Переможці кожної з чотирьох сформованих за результатами жеребкування пар приєднаються до інших учасників фінальної частини чемпіонату світу у Південній Африці.

## Рейтинг збірних, що зайняли 2 місце в групі
| Група | Збірна               | І | В | Н | П | ЗГ | ПГ | +/- | О  |
| ----- | -------------------- | - | - | - | - | -- | -- | --- | -- |
| 4     | Росія                | 8 | 5 | 1 | 2 | 15 | 6  | +9  | 16 |
| 2     | Греція               | 8 | 5 | 1 | 2 | 16 | 9  | +7  | 16 |
| 6     | Україна              | 8 | 4 | 3 | 1 | 10 | 6  | +4  | 15 |
| 7     | Франція              | 8 | 4 | 3 | 1 | 12 | 9  | +3  | 15 |
| 3     | Словенія             | 8 | 4 | 2 | 2 | 10 | 4  | +6  | 14 |
| 5     | Боснія і Герцеговина | 8 | 4 | 1 | 3 | 19 | 12 | +7  | 13 |
| 1     | Португалія           | 8 | 3 | 4 | 1 | 9  | 5  | +4  | 13 |
| 8     | Ірландія             | 8 | 2 | 6 | 0 | 8  | 6  | +2  | 12 |
| 9     | Норвегія             | 8 | 2 | 4 | 2 | 9  | 7  | +2  | 10 |

## Жеребкування
Матчі призначені на 14 і 18 листопада 2009 року. Жеребкування відбулось у м. Цюриху (Швейцарія) 19 жовтня 2009 року. Вісім команд були розділені на два кошика за рейтингом ФІФА від 16 жовтня 2009 року. Найкращі чотири команди сіялись до кошика А, а інші чотири — у Б. Окреме жеребкування стосувалось того, на чиєму полі буде зіграний перший матч у парі.
| Кошик A    | Кошик A                      |
| Збірна     | Рейтинг ФІФА на 16.10.2009р. |
| ---------- | ---------------------------- |
| Франція    | 9                            |
| Португалія | 10                           |
| Росія      | 12                           |
| Греція     | 16                           |

| Кошик B              | Кошик B                      |
| Збірна               | Рейтинг ФІФА на 16.10.2009р. |
| -------------------- | ---------------------------- |
| Україна              | 22                           |
| Ірландія             | 34                           |
| Боснія і Герцеговина | 42                           |
| Словенія             | 49                           |

## Матчі
| Дата матчу        | Місто/стадіон                      | Збірна (господар)    | Збірна (гість)       | Рахунок матчу (першого тайму) | Голи                                                                                |
| ----------------- | ---------------------------------- | -------------------- | -------------------- | ----------------------------- | ----------------------------------------------------------------------------------- |
| 14 листопада 2009 | Афіни/Олімпійський стадіон (Афіни) | Греція               | Україна              | 0:0 (0:0)                     |                                                                                     |
| 14 листопада 2009 | Дублін/Крок Парк                   | Ірландія             | Франція              | 0:1 (0:0)                     | 72хв. Анелька(Франція)-0:1                                                          |
| 14 листопада 2009 | Лісабон/ Луж (стадіон)             | Португалія           | Боснія і Герцеговина | 1:0 (1:0)                     | 31хв. Алвеш(Португалія)-1:0                                                         |
| 14 листопада 2009 | Москва/Лужники (стадіон)           | Росія                | Словенія             | 2:1 (1:0)                     | 40хв.Білялетдінов(Росія)-1:0 52хв.Білялетдінов(Росія)-2:0 87хв.Печнік(Словенія)-2:1 |
|                   |                                    |                      |                      |                               |                                                                                     |
|                   |                                    |                      |                      |                               |                                                                                     |
| 18 листопада 2009 | Донецьк/«Донбас Арена»             | Україна              | Греція               | 0:1 (0:1)                     | 31хв.Салпінгідіс(Греція)-0:1                                                        |
| 18 листопада 2009 | Париж/Стад де Франс                | Франція              | Ірландія             | 1:1дод. (0:0)                 | 32хв. Кін(Ірландія)-0:1 103хв. Галлас(Франція)-1:1                                  |
| 18 листопада 2009 | Зеніца/Біліно Поле (стадіон)       | Боснія і Герцеговина | Португалія           | 0:1 (0:0)                     | 56хв. Мейрелеш(Португалія)-0:1                                                      |
| 18 листопада 2009 | Марібор/Людскі Врт                 | Словенія             | Росія                | 1:0 (1:0)                     | 44хв.Дедіч(Словенія)-1:0                                                            |

## Визначення переможців пар плей-оф
| Збірна               | Збірна     | Загалом за сумою двох матчів плей-оф | Переможець |
| -------------------- | ---------- | ------------------------------------ | ---------- |
| Україна              | Греція     | 0-1 (0:0;0:1)                        | Греція     |
| Франція              | Ірландія   | 2-1 (1:0;1:1)                        | Франція    |
| Боснія і Герцеговина | Португалія | 0-2 (0:1;0:1)                        | Португалія |
| Словенія             | Росія      | 2-2 (1:2;1:0)                        | Словенія   |

## Учасники фінального турніручемпіонату світу з футболу 2010 рокуза результатами плей-оф
- Греція

- Франція

- Португалія

- Словенія